# Kunitachi
Kunitachi (国立市 -shi) é uma cidade japonesa localizada na província de Tóquio.
Em 2003, a cidade tinha uma população estimada em 73 400 habitantes e uma densidade populacional de 9 006,13 h/km². Tem uma área total de 8,15 km².
Recebeu o estatuto de cidade a 1 de Janeiro de 1967.